# Блюман Віктор Михайлович
Блюман Віктор Михайлович (нар. 30 грудня 1899, Харків — 1938) — діяч Державного політичного управління (ГПУ) СРСР. Нагороджений Орденом Червоної Зірки. У 1938 році розстріляний.

## Біографія
Народився 30 грудня 1899 року в місті Харкові у родині механіка, єврейського походження. У 1911 році закінчив три класи приходського училища у Харкові.
У 1912 році працював учнем-позолотником палітурної фабрики. У 1913 — учень-конторник мануфактурного складу. У 1914—1915 роках — учень-конторник комісійної контори. 1915 року втік на фронт Першої світової війни та через шість місяців був повернутий додому. 
У 1916—1917 роках — конторник комісійної контори Бухштаба у Харкові. У лютому-листопаді 1917 — рядовий 115-го Запасного полку. 
З грудня 1917 року до березня 1918 року служив у червоногвардійському загоні Олександра Беленкевича у Харкові. У березні 1918 тяжко поранений у бою під Єлисаветградом. 
У грудні 1918 року працював діловодом морського полку у Самарі, надалі з січня 1919 року - в Управлінні по формуванню українських частин РСЧА у Харкові. У липні 1919 року — діловод Чугуївського напрямку Харківської фортечної зони, а в серпні того ж року - помічник начальника штабу групи військ Сумського напрямку. 
З вересня 1919 року був старшим помічником начальника штабу 3-ї бригади 41-ї дивізії, а наприкінці того ж року став комендантом бригади 50-ї Таманської дивізії, пізніше в 1920 році був призначений командиром роти цієї роти бригади.
Пізніше у 1920—1921 роках завідував оперативною розвідкою 7-го кавалерійського полку 12-ї кавалерійської бригади. У травні 1921 року звільнений із РСЧА через інвалідність: двічі був поранений та двічі контужений. 
23 травня 1921 року призначений на посаду помічника оперуповноваженого політвідділу Харківської губчека. 18 жовтня став уповноваженим з контрреволюції Куп'янського повітового політвідділу. 19 квітня 1922 року був відряджений до Харківського губвідділу ГПУ, де був помічником уповноваженого з контрреволюції Охтирського повітвідділення ГПУ, а з березня 1923 став уповноваженим. Надалі був уповноважений з контрреволюції Богодухівського повітвідділення ГПУ, з 16 серпня 1923 року на тій же посаді в  Куп'янському повітвідділенні. 
З 17 травня 1924 року тимчасово виконував обов'язки начальника Куп'янського окрвідділення ГПУ, а 8 листопада уповноважений секретно-оперативної частини (СОЧ) Сумського окружного відділу ГПУ. З 26 квітня 1926 року був уповноваженим СОЧ та помічником начальника Херсонського окрвідділу ГПУ. З 01.02.1927 — начальник СОВ та заступник начальника Херсонського окрвідділу ГПУ. З 18.12.1928 — начальник СОВ Одеського окрвідділу ГПУ. У цей період особисто супроводжував Лева Троцького при його висилці з СРСР у Туреччину.
З 01.1930 — начальник 1-го відділення СВ ГПУ УСРР. З 09.04.1931 — начальник СПВ Одеського оперсектора — облвідділу ГПУ. 
З 16.04.1933 — відкликаний у ГПУ УСРР, начальник особливої слідчої групи. З 10.06.1933 — у резерві ГПУ УСРР. З 31.03.1934 — начальник 4-го відділення ОВ ГПУ УСРР. З 22.11.1934 — начальник 1-го відділення ОВ УДБ НКВС УСРР. З 03.06.1935 — начальник ТВ УДБ УНКВС по Одеській області. З 01.1937 — начальник 5-го відділу УДБ УНКВС по Одеській області. З 26.07.1937 — особуповноважений НКВС УСРР. З 23.09.1937 — начальник 5-го відділу УДБ НКВС УРСР. З 17.02.1938 — у розпорядженні відділу кадрів НКВС СРСР.

## Звання та нагороди
Капітан державної безпеки (08.01.1936), майор державної безпеки (22.11.1937). Нагороджений орденом Червоної Зірки (19.12.1937), Знаком почесного працівника ВЧК—ГПУ, бойовою зброєю та золотим годинником.
Член ВКП(б) з 15.07.1919 (перебував у ВКП(б) з 12.1917 до 03.1918, але, потрапивши у полон, знищив партквиток).
Заарештований 27.04.1938. Засуджений на смерть 22.09.1938. Розстріляний 1938.

## Родина
Мав сестру Есфір 1903 року народження, яка у 1932-1934 роках працювала в органах ГПУ.